# Grozon
Grozon is een gemeente in het Franse departement Jura (regio Bourgogne-Franche-Comté) en telt 396 inwoners (1999). De plaats maakt deel uit van het arrondissement Dole.
Grozon is ook de naam van het riviertje dat door de gemeente stroomt, een zijriviertje van de Doux.

## Geografie
De oppervlakte van Grozon bedraagt 14,5 km², de bevolkingsdichtheid is 27,3 inwoners per km².

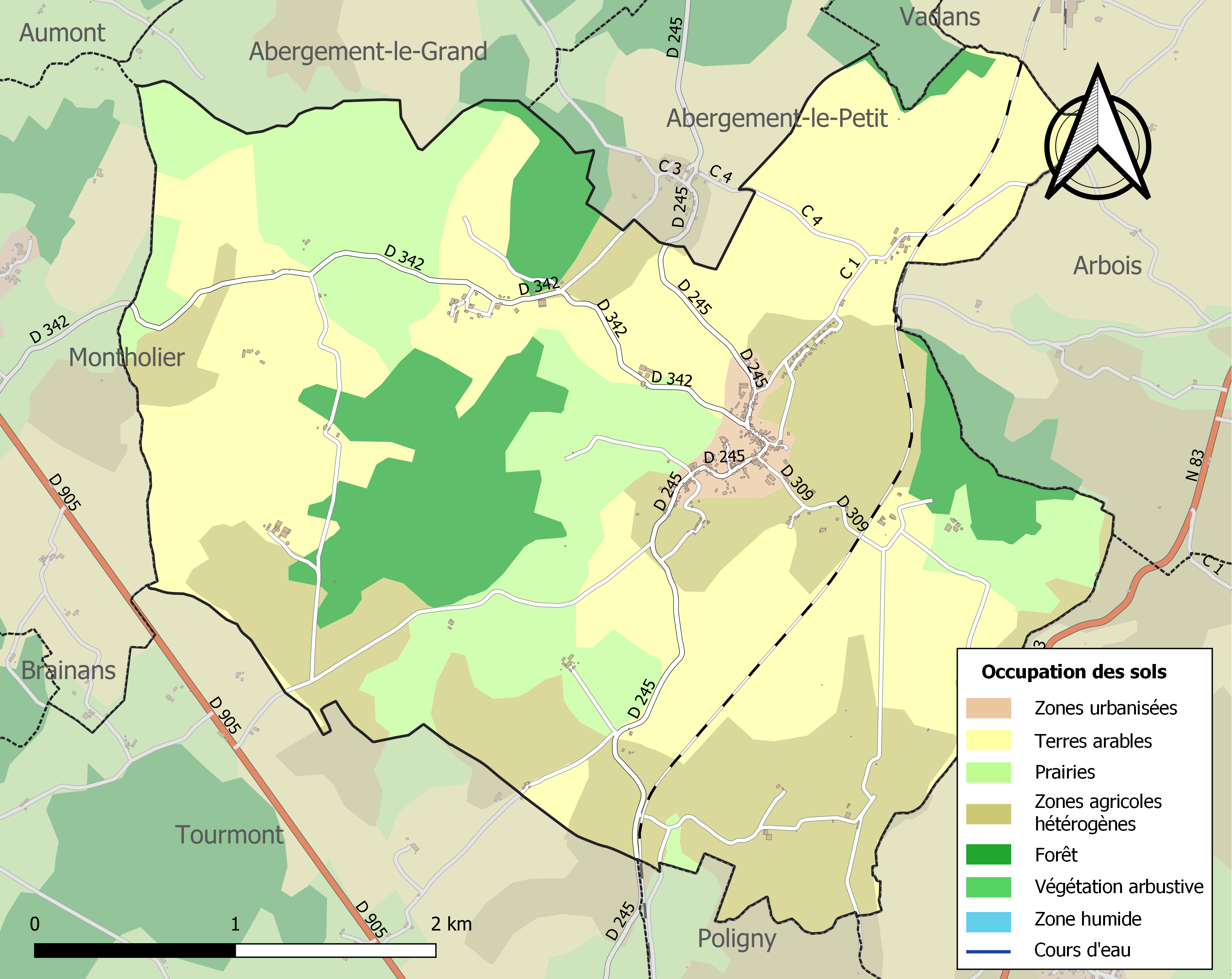
Kaart van de gemeente met de belangrijkste infrastructuur, bodemgebruik en omliggende gemeenten

## Demografie
Onderstaande figuur toont het verloop van het inwonertal (bron: INSEE-tellingen).